# Borgmeieriphora multisetosa
Borgmeieriphora multisetosa är en tvåvingeart som beskrevs av Brown 1993. Borgmeieriphora multisetosa ingår i släktet Borgmeieriphora och familjen puckelflugor.
Artens utbredningsområde är Costa Rica. Inga underarter finns listade i Catalogue of Life.